# Kiss of Life
Kiss of Life (кор. 키스 오브 라이프, латиніз. Kiseu Obeu Raipeu), також відомий як KIOF — південнокорейський жіночий гурт, сформований S2 Entertainment у 2023 році. Гурт складається з чотирьох учасниць: Джулі, Натті, Белль і Ханиль. Вони дебютували 5 липня 2023 року з мініальбомом Kiss of Life.

## Назва
За словами S2 Entertainment, назва гурту вказує на їхні амбіції «вдихнути нове життя в музичну індустрію своєю музикою та чарівністю». Відображаючи свою назву, концепції гурту обертаються навколо різних етапів життя, зокрема підліткового та молодого віку.

## Історія

### 2015—2022: До дебюту і формування
Белль відома як дочка ветерана корейського співака Shim Shin. Раніше вона працювала авторкою пісень у SM Entertainment. Натті була учасницею південнокорейських реаліті-шоу на виживання Sixteen і Idol School, які призвели до створення гуртів Twice і Fromis 9 відповідно. В обох шоу вона дійшла до фінального епізоду, але зрештою не була обрана до остаточного складу гуртів. У 2020 році вона дебютувала як солістка з сингл-альбомом Nineteen. З 2017 по 2020 роки Джулі проходила стажування під The Black Label, саблейблом YG Entertainment.
12 липня 2022 року Натті підписала ексклюзивний контракт із S2 Entertainment. У грудні 2022 року Натті знялася в британському документальному фільмі про стажерів K-pop разом із Джулі, Белль та двома іншими невідомими стажерками. Було припущення, що вони були ймовірними членами майбутньої жіночої групи компанії. 27 грудня 2022 року S2 Entertainment оголосили, що готуються запустити нову жіночу групу у 2023 році. Пізніше, у лютому 2023 року, було виявлено, що агентство подало заявку на торговельну марку Kiss of Life і відкрило однойменні облікові записи в соціальних мережах для групи.

### 2023–дотепер: дебют ізKiss of Life і Born to Be XX

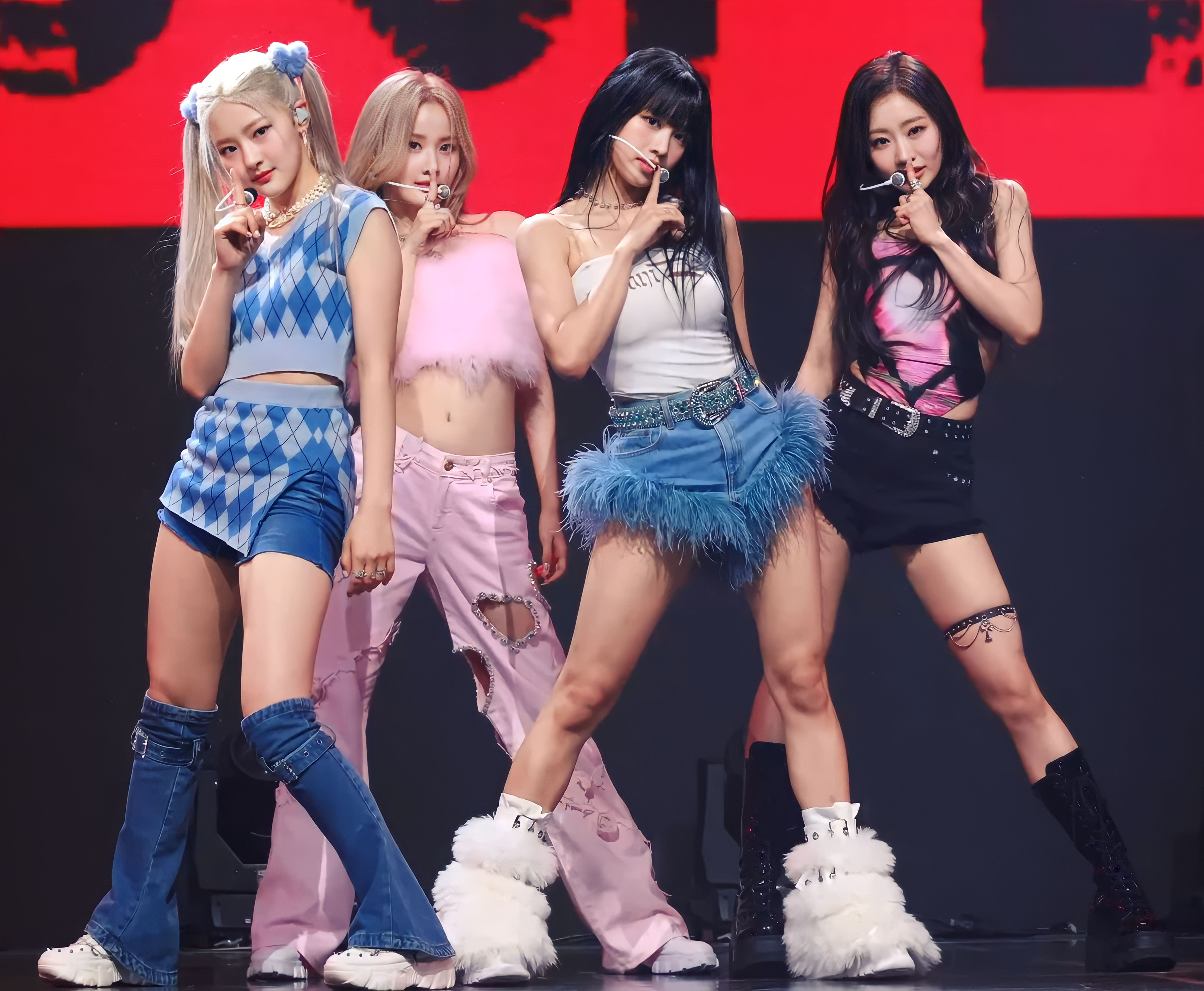
Kiss of Life на їхній презентації в липні 2023 року

12 травня 2023 року S2 Entertainment опублікували перший тизер групи у своїх облікових записах. Стало відомо, що група мала надію дебютувати в липні того ж року. Натті була першою учасницею, яка була представлена 15 травня. За цим послідували Белль, Джулі та Ханиль у наступні дні поспіль. 26 травня Лі Хе Ін була затверджена креативною директоркою групи. 12 червня було опубліковано ще один тизер, який оголосив про дебют групи 5 липня з їх першим мініальбомом Kiss of Life.
Починаючи з «Sugarcoat» Натті 18 червня 2023 року, сольні музичні відео «Countdown» Белль, «Kitty Cat» Джулі та «Play Love Games» Ханиль були офіційно випущені в наступні дні. 27 червня було випущено кліп на альбомний трек «Bye My Neverland» разом із тизером музичного відео офіційного дебютного синглу «Shhh» 3 липня. 5 липня вони офіційно дебютували, випустивши свій мініальбом і відеокліп на «Shhh». Вони також провели преспрезентацію в Yes24 Live Hall у Гванджін-гу, Сеул, Південна Корея, у другій половині дня того ж дня.
28 вересня S2 Entertainment оголосили, що група випустить свій другий мініальбом Born to Be XX 8 листопада з головними треками «Bad News» і «Nobody Knows».
15 березня 2024 року S2 Entertainment випустили постер, що анонсував вихід їхнього синглу під назвою Midas Touch, реліз якого відбувся 3 квітня. 21 червня було оголошено, що група повернеться влітку з цифровим синглом «Sticky», який вийде 1 липня.

## Артистизм

### Вплив
Джулі заявила в інтерв'ю, що на гурт сильно вплинула музика Blackpink, 2NE1 і Big Bang. Учасниці також зазначили, що слухають багато R&B та хіп-хоп музики, і на них також сильно вплинули такі виконавиці, як Аріана Гранде, SZA, Ріанна та Розалія. Окремо Джулі називала Blackpink і 2NE1 своїми кумирами, Ханиль — Олівію Родріґо, а Натті — BoA та Yerin Baek. Белль цитувала Сабріну Карпентер як музичне натхнення.

## Учасниці
- Джулі (쥴리)[31]
- Натті (나띠)[32]
- Белль (벨)[33]
- Ханиль (하늘)[34]

## Дискографія

### Мініальбоми
| Назва         | Деталі                                                                                 | Пікові позиції у чартах | Продажі                  |
| Назва         | Деталі                                                                                 | KOR                     | Продажі                  |
| ------------- | -------------------------------------------------------------------------------------- | ----------------------- | ------------------------ |
| Kiss Of Life  | - Випущено: 5 липня 2023 - Лейбл: S2 - Формати: CD, цифрове завантаження, стриминг     | 18                      | - Південна Корея: 25 665 |
| Born to Be XX | - Випущено: 8 листопада 2023 - Лейбл: S2 - Формати: CD, цифрове завантаження, стриминг | 12                      | - Південна Корея: 59 092 |

### Сингл-альбоми
| Назва       | Деталі                                                                              | Пікові позиції у чартах | Продажі                   |
| Назва       | Деталі                                                                              | KOR                     | Продажі                   |
| ----------- | ----------------------------------------------------------------------------------- | ----------------------- | ------------------------- |
| Midas Touch | - Випущено: 3 квітня 2024 - Лейбл: S2 - Формати: CD, цифрове завантаження, стриминг | 8                       | - Південна Корея: 100,607 |

### Сингли
| Назва          | Рік  | Пікові позиції в чартах | Пікові позиції в чартах | Пікові позиції в чартах | Пікові позиції в чартах | Пікові позиції в чартах | Пікові позиції в чартах | Пікові позиції в чартах | Пікові позиції в чартах | Пікові позиції в чартах | Альбом            |
| Назва          | Рік  | KOR                     | KOR Songs               | JPN Heat.               | NZ Hot                  | PHL                     | SGP                     | TWN                     | US World                | WW                      | Альбом            |
| -------------- | ---- | ----------------------- | ----------------------- | ----------------------- | ----------------------- | ----------------------- | ----------------------- | ----------------------- | ----------------------- | ----------------------- | ----------------- |
| «Shhh» (쉿)    | 2023 | 173                     | —                       | —                       | —                       | —                       | —                       | —                       | —                       | —                       | Kiss of Life      |
| «Bad News»     | 2023 | 101                     | —                       | —                       | —                       | —                       | —                       | —                       | —                       | —                       | Born to Be XX     |
| «Nobody Knows» | 2023 | 130                     | —                       | —                       | —                       | —                       | —                       | —                       | —                       | —                       | Born to Be XX     |
| «Midas Touch»  | 2024 | 31                      | —                       | 12                      | 23                      | —                       | 18                      | —                       | —                       | 165                     | Midas Touch       |
| «Sticky»       | 2024 | 3                       | 7                       | 1                       | 35                      | 96                      | 17                      | 17                      | 10                      | 87                      | Сингл без альбому |

### Інші пісні в чартах
| Назва                                                                            | Рік  | Пікові позиції у чартах | Альбом        |
| Назва                                                                            | Рік  | KOR                     | Альбом        |
| -------------------------------------------------------------------------------- | ---- | ----------------------- | ------------- |
| «Bye My Neverland» (кор. 안녕,네버랜드)                                          | 2023 | —                       | Kiss of Life  |
| «Sugarcoat» (Natty solo)                                                         | 2023 | 83                      | Kiss of Life  |
| «Says It»                                                                        | 2023 | —                       | Born to Be XX |
| «TTG»                                                                            | 2023 | —                       | Born to Be XX |
| «My 808»                                                                         | 2023 | —                       | Born to Be XX |
| «Gentleman»                                                                      | 2023 | —                       | Born to Be XX |
| «Nothing»                                                                        | 2024 | —                       | Midas Touch   |
| «—» релізи, що не потрапили у чарти або не були випущені у відповідних регіонах. |      |                         |               |

## Відеографія

### Музичні кліпи
| Назва                           | Рік  | Режисер(и)   | Тр.  | Прим.  |
| ------------------------------- | ---- | ------------ | ---- | ------ |
| «Sugarcoat (Natty Solo)»        | 2023 | Shin Hee-won | 3:53 | [ 51 ] |
| «Countdown (Belle Solo)»        | 2023 | Shin Hee-won | 3:27 | [ 52 ] |
| «Kitty Cat (Julie Solo)»        | 2023 | Shin Hee-won | 3:14 | [ 53 ] |
| «Play Love Games (Haneul Solo)» | 2023 | Shin Hee-won | 3:02 | [ 54 ] |
| «Bye My Neverland»              | 2023 | Shin Hee-won | 4:06 | [ 55 ] |
| «Shhh»                          | 2023 | Shin Hee-won | 5:46 | [ 56 ] |
| «Bad News»                      | 2023 | Shin Hee-won | 3:08 | [ 57 ] |
| «Nobody Knows»                  | 2023 | Shin Hee-won | 4:35 | [ 58 ] |
| «Midas Touch»                   | 2024 | Digipedi     | 2:50 | [ 59 ] |

## Концерти та тури

### Фан-зустрічі
- Hello Kissy (2024)[60]
- ‘DEAR KISSY’ 1st Fan Meeting in Bangkok (2024)[61]

#### Hello Kissy
| Дата           | Місто | Країна | Місце проведення       |
| -------------- | ----- | ------ | ---------------------- |
| 20 лютого 2024 | Токіо | Японія | Tachigawa Stage Garden |

#### ‘DEAR KISSY’ 1st Fan Meeting in Bangkok
| Дата            | Місто   | Країна  | Місце проведення   |
| --------------- | ------- | ------- | ------------------ |
| 17 березня 2024 | Бангкок | Таїланд | Chaengwattana Hall |

## Нагороди та номінації
| Нагорода                               | Рік  | Категорія                             | Номінант      | Результат | Прим.         |
| -------------------------------------- | ---- | ------------------------------------- | ------------- | --------- | ------------- |
| Asian Pop Music Awards                 | 2023 | Best New Artist (Overseas)            | Kiss of Life  | Номінація | [ 62 ]        |
| Circle Chart Music Awards              | 2023 | Rookie of the Year (Global Streaming) | «Shhh»        | Номінація | [ 63 ]        |
| Circle Chart Music Awards              | 2023 | New Artist of the Next Generation     | Kiss of Life  | Перемога  | [ 63 ]        |
| Hanteo Music Awards                    | 2023 | Global Rising Artist                  | Kiss of Life  | Перемога  | [ 64 ]        |
| Hanteo Music Awards                    | 2023 | Rookie of the Year – Female           | Kiss of Life  | Номінація | [ 65 ]        |
| Korea Culture and Entertainment Awards | 2023 | Best New Artist Award                 | Kiss of Life  | Перемога  | [ 66 ]        |
| Korean First Brand Awards              | 2024 | Rookie Female Idol                    | Kiss of Life  | Перемога  | [ 67 ]        |
| Korean Music Awards                    | 2024 | Rookie of the Year                    | Kiss of Life  | Перемога  | [ 68 ]        |
| Korean Music Awards                    | 2024 | Best K-pop Album                      | Born to Be XX | Номінація | [ 69 ]        |
| Korean Wave Awards                     | 2023 | K-Pop Rising Star                     | Kiss of Life  | Перемога  | [ 70 ] [ 71 ] |
| MAMA Awards                            | 2023 | Album of the Year                     | Kiss of Life  | Номінація | [ 72 ]        |
| MAMA Awards                            | 2023 | Artist of the Year                    | Kiss of Life  | Номінація | [ 72 ]        |
| MAMA Awards                            | 2023 | Best New Female Artist                | Kiss of Life  | Номінація | [ 72 ]        |
| Melon Music Awards                     | 2023 | Rookie of the Year                    | Kiss of Life  | Номінація | [ 73 ]        |
| Melon Music Awards                     | 2023 | 1theK Global Icon                     | Kiss of Life  | Перемога  | [ 73 ]        |
| Seoul Music Awards                     | 2023 | New Wave Star                         | Kiss of Life  | Перемога  | [ 74 ]        |
| Seoul Music Awards                     | 2023 | Rookie of the Year                    | Kiss of Life  | Номінація | [ 75 ]        |

## Нотатки
1. ↑  Пісня «Bye My Neverland» не потрапила у Circle Digital Chart, але посіла 155 місце у Circle Download Chart[48].
2. ↑  Пісня «Says It» не потрапла у Circle Digital Chart, але посіла 178 місце у Circle Download Chart[49].
3. ↑  Пісня «TTG» не потрапила у Circle Digital Chart, але посіла 184 місце у Circle Download Chart[49].
4. ↑  Пісня «My 808» не потрапила у Circle Digital Chart, але посіла 195 місце у Circle Download Chart[49].
5. ↑  Пісня «Gentleman» не потрапила у Circle Digital Chart, але посіла 200 місце у Circle Download Chart[49].
6. ↑  Пісня «Nothing» не потрапила у Circle Digital Chart, але посіла 54 місце у Circle Download Chart[50].